# Йорданка Филаретова
Йорданка Савова Филаретова е българска националреволюционерка и общественичка.

## Биография
Йорданка Филаретова е родена на 19 март 1843 г. в град София. Дъщеря на видния софийски търговец Коце (Никола) Иванов и съпруга на Сава Филаретов.
Основава женско дружество „Майка“ и Женска гимназия (дн. Професионална гимназия по облекло „Княгиня Мария-Луиза“) (1869). Преди това училището се е помещавало в сграда на улица „Пьотър Алабин“ (дн. музей на МВР).
Йордана Хаджи Коцева Филаретова е родена на 19 март 1843 г. в София в заможното семейство на видния търговец Коце (Никола) Иванов и съпругата му Зоя. Бащата подпомага инициативи, свързани с духовното развитие на българите през 60-те и 70-те години на XIX век. Младото момиче е възпитано в духа на онова време и съгласно нравите и обичаите на средата, в която расте – да почита родителите си, да изпълнява повелите им, да обича ближните и родината си, да помага на бедните. Атмосферата в дома и дейността на баща ѝ оказват силно въздействие върху характера на Йорданка. От майка си научава как да се грижи за дом и семейство. Едно не достига на девойката – образование. Липсата на училища по онова време, особено за млади момичета, оставя цели поколения българи неграмотни. Но момичето прави всичко възможно да поправи този недостатък. Жадна за знания, тя постъпва като една от първите ученички в новооткритото от възрожденския просветен деец Сава Филаретов девическо училище в София. Скоро, от ученичка, Йорданка се превръща в любима на учителя си и двамата се женят на 16 октомври 1860 г., когато тя е едва 17-годишна. На следващата година се ражда синът им Владимир.
Филаретов е противник на гръцкото духовенство и полага огромно старание да подготвя обществото за борба с него, откривайки много светски училища по селата. Бдителното гръцко око следи всяка стъпка на своя енергичен неприятел, той е наклеветен пред турските власти и е принуден тайно да напусне София през 1861 г. Младото семейство намира спасение в Русия, където години преди това Сава получава висшето си образование. Там министерството на външните работи оценява способностите и познанията на народния поборник и той е назначен като секретар на руското консулство в Одрин, а скоро след това в посолството на Русия в Цариград. Но Филаретов е вече твърде болен. Поради здравословното му състояние е изпратен като вицеконсул в Кайро, където умира на 13 ноември 1863 г. от туберкулоза.
Останала вдовица твърде млада, Йорданка се заема да продължи делото на своя съпруг. Известно време живее в чужбина, но през 1869 г. се завръща в родния си град. Тук я заварва революционното движение, в което се включва с огромно желание и сили. Възползвайки се от високото си обществено положение и връзките си с всички видни софийски семейства, Филаретова помага по всякакъв начин. В периода 1869 – 1877 г. тя работи, освен за патриотичната кауза, също и за просветителското дело.
По това време Йорданка Филаретова е единствената жена в София, към която в знак на уважение се обръщат с „Госпожа“. Всички знаели коя е „Госпожата“, нямало нужда да се обяснява за кого става дума. След петвековно владичество тя за първи път събира около себе си софийските гражданки и ги учи на ценностите, предадени ѝ от нейните родители и съпруга ѝ.
През 1869 г. по нейна инициатива в София се основава женското дружество „Майка“, имащо за цел да подпомага бедни деца, да отваря и поддържа училища, да държи сказки, да насърчава и подпомага желаещите да се учат. Дълги години Филаретова е председателка и ръководителка на дружеството.
През 1870 г. на гости в дома на общественичката идва йеромонах Генадий – настоятел на Драгалевския манастир, патриот и стар познайник на баща ѝ. Според някои сведения, със себе си той води един млад рус мъж, представящ се като търговец на кожи. Малко по-късно монахът разкрива истинската му самоличност – самият Васил Левски! Целта на идването му в София е събирането на членове за революционния комитет, а заради общественото си положение, Госпожата напълно отговаряла на критериите. Само за няколко дни Левски успява да основе комитет и на Филаретова се пада честта да пази комитетския архив и да бъде щедра дарителка. По-късно член на софийския комитет става и братът на Йорданка, търговецът Димитър Хаджикоцев. След години, на два пъти за кратко, той става кмет на София.
През 1872 г. е заловен Димитър Общи, помощник на Левски. Той разкрива Апостола и редица комитети, включително този в София. Вследствие на това предателство, почти всички членове на софийската организация са арестувани. Сред предадените е и видната благодетелка. Спасена е благодарение на твърдостта на секретаря на комитета Христо Ковачев, който до последно отрича участието ѝ.
Узнали, че Димитър Общи, разполагащ с портрет на Левски, е разкрил пред турските власти самоличността му, Филаретова и брат ѝ решават да действат. Смелата жена саморъчно пише писмо до Найден Геров – по това време руски консул в Пловдив, съобщавайки какво е станало и с молба да се предупреди Апостолът. Левски разбира за предателството малко преди получаване на писмото, но това не омаловажава постъпката на Госпожата.
След гибелта на националния герой и трагичните събития през Априлското въстание, Йорданка продължава кореспонденцията си с Найден Геров. Донесенията ѝ за жестокостите на турските власти в София и Софийско влизат в официалните консулски доклади до Петербург и до голяма степен определят отношението на Русия към българските страдания и вземането на решение за война.
След Освобождението през 1878 г. Филаретова продължава своята обществена дейност. По време на Сръбско-българската война през 1885 г. става милосърдна сестра. Тя е първата жена в България, наградена с почетния знак на Българския червен кръст – „Голям червен кръст“, учреден от княз Александър I Батенберг.
Отдава се на филантропия, особено след като синът ѝ Владимир, изпратен да учи в Русия, също като баща си, заболява от туберкулоза и умира. От този момент, до скърбящата майка не се разделя с черните дрехи. Средствата, заделени за неговото образование, просветителката дарява за строеж на училище. Така през 1893 г. е открито първото средно стопанско девическо училище „Княгиня Мария-Луиза“ на ул. „Лавеле“ (днес в сградата се помещава Музеят за история на МВР).
Учебното заведение е не само първото по рода си в страната, но задава и стандартите по отношение на девическото стопанско образование. В него учат момичета от цялата страна, а също деца на бежанци или на българи, живеещи в пределите на Европейска Турция. Бедните момичета са освободени от плащането на такса за обучението, безплатни за тях са и учебниците, храната, лекарствата.
След като през 1896 г. Йорданка Филаретова пренася в родината костите на мъжа си от Кайро, тя се оттегля от обществения живот, завещава имотите си на църквата „Св. Неделя“ и заживява в Кремиковския манастир. 
През 1909 г. основава благотворителното дружество „Всех скорбящих радость“. Първоначалната му цел е да се открие приют за бедни и самотни възрастни хора. Теренът за построяването му е предоставен безвъзмездно от Софийската община. Приютът е официално открит на църковния празник Кръстов ден – 14 септември 1914 г.
Успоредно с това, дружеството строи и т.нар. Доходно здание на пл. „Св. Неделя“, което да осигури издръжката на приюта. В зданието има магазини и кантори, които се отдават под наем и така се набавят средства.
В края на живота си, изтъкнатата общественичка се отдава на служба на Бога и прекарва дните си в пост и молитви. Живее скромно в сградата на приюта, където на 25 април 1915 г. напуска този свят. Благодетелката оставя всичко свое за благотворителност. За отмъщение никой от нейните роднини не присъства на погребението ѝ.
През 1924 г. започва строеж на по-голяма сграда на приюта, завършена през 1927 г. След години сградата започва да се използва от Института за подготовка на медицински сестри (днешният Медицински колеж), носещ името на изтъкнатата българка.
Мечтата на Йорданка Филаретова да построи църква, е осъществена от последователите на нейното дело. Към приюта е построен и през 1928 г. осветен храмът „Покров Богородичен“. В двора му е гробът на дарителката и пренесените кости на съпруга ѝ.

## Цитати
“От любов и почит към моите най-близки покойници и от състрадание по страдащите по немощ мои еднородни и едноверни братя, аз съм решила да пожертвам безвъзвратно всичките си движими и недвижими имоти за построяване в гр. София и поддържане за вечни времена на един приют за престарели, бедни, немощни и недъгави лица от двата пола, българи от православно вероизповедание”

Й. Филаретова